# Хакон Валдімарссон
Хакон Рафн Валдімарссон (ісл. Hákon Rafn Valdimarsson, нар. 13 жовтня 2001, Рейк'явік, Ісландія) — ісландський футболіст, воротар клубу «Брентфорд» та збірної Ісландії.

## Клубна кар'єра
Хакон Валдімарссон починав свою футбольну кар'єру у столичному клубі КР, де він грав за молодіжну команду. Згодом воротар перейшов до клубу «Гротта». З 2017 року він став резервним воротарем і регулярно потрапляв до заявки команди на ігри. У вересні того року Хакон дебютував в основному складі. За результатами того сезону «Гротта» вилетіла до Другої ліги але вже наступного сезону команда повернулася до Першої ліги.
У сезоні 2019 року «Гротта» виграла турнір Першої ліги і вперше в історії вийшла до ісландської Прем'єр-ліги і 14 червня 2020 року Хакон Валдімарссон дебютував у найвищому дивізіоні чемпіонату Ісландії.
В листопада 2020 року Хакон проходив огляд у шведському клубі «Ельфсборг», за результатами якого була досягнута домовленість, що влітку наступного року воротар перейде до стану шведського клуба. У липні 2021 року Хакон підписав з «Ельфсборгом» контракт на 4,5 роки. У новій команді швидко став основним гравцем і за підсумками сезону 2023 року був визнаний найкращим воротарем Аллсвенскан.
26 січня 2024 року за 2,6 мільйона фунтів стерлінгів перейшов у клуб англійської Прем'єр-ліги «Брентфорд», підписавши контракт до літа 2028 року. У новій команді став дублером Марка Флеккена.

## Збірна
У 2021 році Хакон Валдімарссон брав участь у молодіжному Євро, що проходив на полях Угорщини та Словенії. Молодіжна збірна Ісландії програла всі три матчі групового етапу.
У національній збірній дебютував 12 січня 2022 року в матчі проти Уганди (1:1), в якому відіграв другий тайм. Через три дні він зіграв у грі проти Південної Кореї (1:5), у якій відбив пенальті.

## Досягнення
Особисті досягнення
- Воротар року Аллсвенскан: 2023[9]